# فلین بودن
فلین بودن (به انگلیسی: Being Flynn) فیلمی به کارگردانی پال وایتز محصول سال ۲۰۱۲ آمریکاست. بازیگرانی همچون رابرت دنیرو و جولیان مور در این فیلم ایفای نقش کرده‌اند.

## خلاصه داستان
نیک فلین، نویسنده جوان و بلندپروازی است که در یک پناهگاه بی‌خانمان‌ها کار می‌کند - جایی که پدر غریبه‌اش، جاناتان، اقامت دارد. جاناتان، یک زندانی سابق الکلی که خود را "استاد داستان‌سرایی" می‌نامد، سال‌ها قبل مادر نیک، جودی، را ترک کرد تا او به تنهایی نیک را بزرگ کند. جودی در نهایت با خودکشی به زندگی خود پایان داد، اتفاقی که نیک خود را مسئول آن می‌داند.
جاناتان مدام با دیگران درگیر می‌شود و نیک وسوسه می‌شود که او را از پناهگاه اخراج کند. بحث شدیدی بین آن‌ها درمی‌گیرد که در آن جاناتان به نیک می‌گوید که آنها شبیه هم هستند. استرس ملاقات دوباره با پدر، نیک را به سمت مصرف شدید الکل و مواد مخدر سوق می‌دهد، چیزی که رابطه او با دوست‌دختر و همکارش، دنیز، را به خطر می‌اندازد.
در نهایت جاناتان از پناهگاه اخراج می‌شود، با این که نیک هم به عنوان کارمند به این تصمیم رأی می‌دهد. نیک سعی می‌کند با مصرف کراک احساس گناه خود را بی‌حس کند، اما این کار فقط درد او را تشدید می‌کند و متوجه می‌شود که مشکل جدی دارد. او وارد برنامه توانبخشی می‌شود و با دنیز آشتی می‌کند.

## بازیگران
- رابرت دنیرو
- جولیان مور
- پل دانو
- اولیویا ترلبی
- لیلی تیلور
- وس استودی
- دیل دیکی
- ویکتور راسوک
- کاترین واترستون